# Філідор чорноголовий
Філідо́р чорноголовий (Philydor atricapillus) — вид горобцеподібних птахів родини горнерових (Furnariidae). Мешкає в Південній Америці.

## Опис
Довжина птаха становить 16-17 см, вага 17-27 г. Верхня частина голови чорна, навколо очей світло-охристі кільця, над очима руді "брови", за очима темні смуги, горло яскраво-оранжеве, під дзьобом чорнуваті "вуса". Верхня частина тіла рудувато-коричнева, крила яскраво-світло-коричневі, хвіст світло-рудувато-коричневий. Нижня частина тіла темно-оранжева або рудувато-коричнева, боки більш темні. Очі карі, дзьоб зверху чорнуватий, знизу зеленувато-сірий. Виду не притаманний статевий диморфізм. У молодих птахів пера на нижній частині тіла мають темно-коричневі края.

## Поширення і екологія
Чорноголові філідори мешкають на південному сході Бразилії (від півдня Баїї до півдня Мату-Гросу-ду-Сул і північного сходу Ріу-Гранді-ду-Сул, на сході Парагваю і крайньому північному сході Аргентини (Місьйонес). Вони живуть в підліску вологих атлантичних лісів. Зустрічаються поодинці або парами, на висоті до 1050 м над рівнем моря. Часто приєднуються до змішаних зграй птахів разом з кадуками, білоокими філідорами-лісовиками, карміновими габіями та іншими птахами. Живляться безхребетними..